# 13號星期五 (遊戲)
《13號星期五》是日本Atlus开发，美國LJN于1989年在NES上發售的動作遊戲，改編自同名電影。玩家要扮演水晶湖露營區的巡邏員來保護兒童的安全。

## 遊戲特色
- 可以切換角色，共六名可用角色，同時亦有15名在湖心島露營小木屋內的兒童需要保護。
- 普通遊戲畫面是橫向捲軸，但進入露營小木屋時畫面會以類FPS視點來移動。
- 沒有絕對安全的地方，傑森通常會突然出現，不管是橫向捲軸畫面還是進入露營小木屋，遊戲最終目的，就是擊敗傑森。
- 當傑森正在襲擊其他成員或島上兒童時，會發出警報提醒玩家，玩家此時便可以打開地圖查看傑森所在露營小木屋。
- 若在收到警報六十秒內玩家未到達傑森所在露營小木屋找到並擊敗傑森，則受襲角色即告死亡（若傑森襲擊的是島上兒童則總兒童數減一）。
- 當六名可用角色全部死亡或剩餘兒童數歸零時，遊戲結束。